# Smartrac
Smartrac entwickelt und fertigt RFID-Produkte, Software sowie Lösungen für das Internet der Dinge (Internet of Things; IoT).
Das in Amsterdam, ansässige Unternehmen verfügt über Vertriebsniederlassungen sowie Fertigungsstätten in den USA (Fletcher (North Carolina)), Malaysia (Kulim), China (Guangzhou) und Deutschland (Reichshof-Wenrath, NRW).

## Geschichte

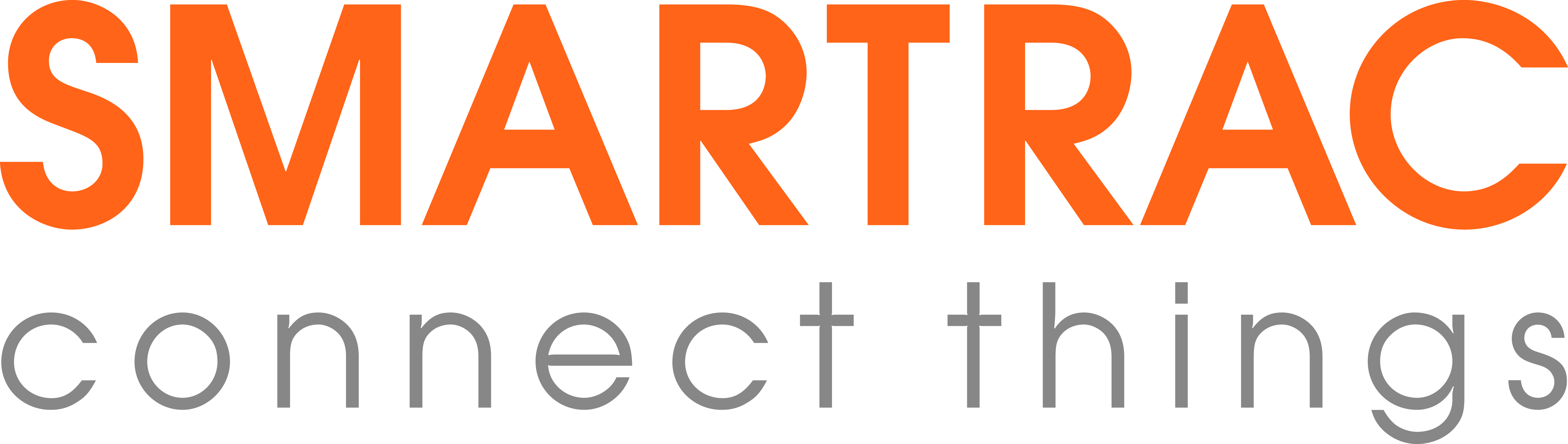
Logo vor der Akquisition

Smartrac wurde 2000 von Manfred Rietzler und Richard Bird als Smartrac Technology Ltd. in Thailand gegründet und begann 2001 mit der Produktion von RFID Inlays. Die Holdinggesellschaft Smartrac N.V. wurde 2006 in Amsterdam gegründet, wobei der Börsengang in Deutschland erfolgte: Aktien von Smartrac wurden an der Börse Frankfurt gehandelt und zum 22. Dezember 2008 in den TecDAX aufgenommen.
Im Anschluss wuchs das Unternehmen weiter, nicht zuletzt durch die Übernahme von RFID-Unternehmen aus den USA, Deutschland und Finnland. Zum 30. August 2010 übernahm die im Besitz von JP Morgan befindliche Beteiligungsgesellschaft One Equity Partners die Aktienmehrheit von Smartrac. Das Delisting der Aktie vom TecDAX geschah daraufhin mit Wirkung zum 29. Mai 2013.
Im November 2019 hat die Smartrac Technology Group mit der Avery Dennison Corporation eine bindende Vereinbarung über den Verkauf ihres RFID-Transponder-Business getroffen. Die Akquisition wurde im März 2020 abgeschlossen.

## Produkte und Technologien
Die RFID Produkte von Smartrac sind für alle wichtigen Frequenzbereiche (LF, HF/NFC, UHF) in Form von Tags (mit flexiblem oder hartem Gehäuse) und Inlays erhältlich. Seit 2015 führt Smartrac eine Produktreihe von batterielosen Inlays mit sensorischen Fähigkeiten zur Ermittlung von Temperatur- und Feuchtigkeitswerten ein. Ein Produkt dieser Reihe wurde vom Fachpublikum zum „Best New Product“ der 2016 RFID Journal Awards in Orlando gewählt.

## Märkte
Nach dem Verkauf des Geschäftsbereichs Secure ID & Transactions (der die Märkte für elektronische Ausweispapiere, kontaktlose Bezahlkarten, Zugangskarten und ÖPNV-Bezahlsysteme bedient) ist Smartrac u. a. in folgenden Märkten und Anwendungsgebieten aktiv:
Animal Identification: Produkte zur Kennzeichnung von Haus- und Nutztieren jeder Art und Größe.
Car Access: Das Angebot umfasst verschiedenste Komponenten für elektronische Wegfahrsperren, Fernbedienungen sowie schlüssellose Zugangs- und Startsysteme.
Healthcare: Smartracs Produkte dienen zur sicheren Identifikation bzw. Nachverfolgung von Patienten, Personal, Instrumenten oder Proben, außerdem zum Schutz vor menschlichem Versagen und der Vermeidung ärztlicher Kunstfehler.
Industrial Applications/Automotive: Die Produktpalette deckt Anwendungen in Bereichen wie Industrieautomation, Fertigung, Öl & Gas, Chemische Industrie u. a. ab. Transponder, die für den industriellen Einsatz optimiert sind, widerstehen selbst schwierigen Umweltbedingungen (extreme Temperaturen, Chemikalien, Vibrationen, Stöße etc.).
Retail: Smartrac bietet RFID und IoT-Lösungen zur Optimierung der Shop-Performance und Verbesserung des Einkaufserlebnisses für die Kunden.
Supply Chain & Asset Management: ein breites Spektrum von RFID-Transpondern, mit denen sich globale Logistikketten effizienter gestalten lassen.

## Partner
Smartrac hat mit folgenden Unternehmen strategische Partnerschaften öffentlich kommuniziert:
- Future Electronics
- Catalyst (Tochterunternehmen von Li & Fung)
- RR Donnelley
- Cartamundi

Zudem ist Smartrac Mitglied in diversen Verbänden und Organisationen:
- GS1
- NFC Forum
- RAIN RFID

## Soziale Verantwortung/Nachhaltigkeit
Smartrac unterstützt die Haltung der Europäischen Kommission, welche die soziale Verantwortung der Unternehmen (Corporate Social Responsibility) definiert „als ein Konzept, das den Unternehmen als Grundlage dient, auf freiwilliger Basis soziale Belange und Umweltbelange in ihre Unternehmenstätigkeit und in die Wechselbeziehungen mit den Stakeholdern zu integrieren.“
Das Unternehmen ist Förderer und Mitglied des UN Global Compact Netzwerks. In dieser Eigenschaft hat es sich verpflichtet, die 10 universellen Prinzipien des Netzwerks bezüglich Menschenrechte, Arbeitsnormen, Umwelt und Klima sowie Korruptionsprävention zu beachten und zu ihrer Verbreitung beizutragen.
Smartrac engagiert sich für ein Produktionskonzept mit minimalen ökologischen Auswirkungen. Im Hinblick auf dieses Ziel verfolgt das Unternehmen die Zertifizierung seiner Produktionsstandorte nach ISO 14001. Alle Produkte sind „halogenfrei“ und erfüllen die Anforderungen nach Spezifikationen von IEC 61249-2-21.